# Cornus
Cornus je rod sa oko 30–60 vrsta drvenastog rastinja iz familije Cornaceae, koja se obično naziva dren (engl. dogwoods). Ove biljke imaju osobene cvetove, bobice, i prepoznatljivu koru. Većina njih su listpadna stabla ili grmovi, mada postoji nekoliko vrsta koje su u pretežno višegodišnji travasti grmovi. Neke od vrsta ovog drvenastim rastinja su zimzelene.
U ovaj rod se uvrštava obični dren Cornus sanguinea iz Evroazije, široko kultivisani cvetajući dren (Cornus florida) iz istočnog dela Severne Amerike, pacifički dren Cornus nuttallii iz zapadnog dela Severne Amerike, Kousa dren Cornus kousa iz istočne Azije, i dve niskorastuće severne vrste, kanadski i evroazijski patuljasti drenovi (engl. bunchberries), Cornus canadensis i Cornus suecica respektivno.
U zavisnosti od botaničke interpretacije, drenovi se različito dele u devet rodova ili podrodova.

## Terminologija
Engleski naziv „dog-tree” je ušao u engleski rečnik pre 1548. godine, i ustalio se u obliku „dogwood” do 1614. godine. Plodovi su postali poznati kao dogberries ili houndberries. Prema jednoj drugoj teoriji naziv dogwood je bio izveden iz staroengleskog imena dagwood, zbog upotrebe vitkih grana ovog veoma tvrdog drveta za pravljenje bodeža, ražnjeva i strela (dags).

## Karakteristike
Drenovi imaju jednostavne, nenazubljene listove sa venama koje su osobeno zakrivljene u blizini rubova lista. Većina vrsta drenova ima naspramno lišće, dok nekoliko, kao što su Cornus alternifolia i C. controversa, imaju naizmenične listove. Drenovi cvetovi imaju četiri dela. Kod mnogih vrsta, cvetovi se zasebno formiraju u otvorenim (mada obično gustim) klasterima, dok su kod raznih drugih vrsta (kao što je Cornus florida), sami cvetovi gusto grupisani, bez snežno belih krunica, ali okruženi sa četiri do šest velikih, tipično belih krunicama sličnih priperaka.
Drenovi se koriste kao prehrambene biljke za larve pojedinih vrsta leptira i moljaca, ukljućujući carskog moljca, Ectropis crepuscularia, Euplexia lucipara, i za sledeće propadnike roda Coleophora: C. ahenella, C. salicivorella (uočenog na Cornus canadensis), C. albiantennaella, C. cornella i C. cornivorella, pri čemu se zadnja tri isključivo hrane hrane na vrstama roda Cornus.

## Upotreba
Drenova stabla nalaze široku primenu u hortikulturi. Gusto drvo većih vrsta se vrednuje za određene specijalizovane namene. Od ovog fino zrnatog i lepog drveta se izrađuju stolovi i drugi fino oblikovani predmeti. Drenove crvenim semenkama se hrani mnoštvo ptičijih vrsta, uključujući prepelice

### Hortikultura
Razne vrste roda Cornus, a posebno cvetajući dren (Cornus florida), sveprisutne su u američkim baštama i pejzažu; stručnjak za hortikulturu Donald Vajman navodi, „postoji dren za skoro svaki deo SAD, izuzev najtoplijih i najsuvljih oblasti”. U kontrastu s tim, u Engleskoj odsustvo jakih zima i veoma toplih leta uzrokuje da Cornus florida veoma malo cveta.
Druge Cornus vrste su stolonsko žbunje koje prirodno raste u vlažnim habitatima i duž vodenih tokova. Nekoliko vrsta ih te grupe se koristi duž puteva i u pejzažnim zasadima, a posebno one vrste koje imaju svetlo crvene ili jarko žute stabljike, koje su posebno uočljive zimi, kao što je Cornus stolonifera.
Sledeći kultivari, mešovitiog ili nepoznatog porekla, su dobili nagradu za baštenske zasluge Kraljevskog hortikulturnog društva (prema podacima iz 2017. godine):
- Edijevo belo čudo (engl. Eddie’s White Wonder)[10]
- Norman Haden[11]
- Ormond[12]
- Porlok[13]

### Plodovi
Vrsta Cornus mas se obično uzgaja u jugoistočnoj Evropi zbog svojih upadljivih, jestivih bobica koje imaju boju dragog kamenja. Kornelijanske trešnje imaju po jednu semenku, a koriste se u sirupima i u konzerviranom obliku.

### Drvo
Gusto i sitnozrno, drenovo drvo ima gustinu od 0,79 i visoko je cenjeno kao sirovina za izradu tkačkih čunaka, drški za alate, rošula i drugim malih predmeta gde je neophodno veoma tvrdo i jako drvo. Iako je teško za obradu, neke zanatlije preferiraju ovo drvo za male projekte poput palica za hodanje, pravljenje strela, pojedinih muzičkih istrumenata i finih inkrustacija. Drenovo drvo je dobra zamena za persimonovo drvo u glavama pojedinih golfskih palica („woods”). Klenova drvena građa je retka, u smislu da nije lako dostupna od bilo kojeg proizvođača i mora biti pripremljena od strane osoba koje želi da je koristite. Veći predmeti se takođe ponekad prave od klenovog drveta, kao što su vijčane vinske ili voćne prese. Prve vrste laminiranih teniskih reketa su takođe bile napravljene od ovog drveta, izrezanog u tanke trake. Drenovi prutovi sa oljuštenom korom su nekad korišteni za čišćenje zuba.

### Traditionalna medicina
Kora Cornus vrsta je bogata taninima i bila je korištena u tradicionalnoj medicini kao zamena za kinin. Tokom Američkog građanskog rata konfederacioni vojnici su pravili čaj od kore radi tretiranja bola i groznice, a drenovo lišće u oblogu od mekinja za pokrivanje rana.
Japanski dren, C. officinalis, se ekstenzivno koristi u tradicionalnoj kineskoj medicini za nekoliko manjih bolesti.

## Klasifikacija
Sledeća klasifikacija sadrži jedan sveobuhvatni rod Cornus, sa četiri podgrupe i deset podrodova baziranih na molekularnoj filogeniji.

## Etimologija
je antička latinska reč za korelijansku trešnju, Cornus mas. Reč Cornus znači „rog”.

## Napomene
1. ↑  58 vrsta prema Xiang et al. (2006)[2]